# Exocora pallida
Exocora pallida is een spinnensoort uit de familie hangmatspinnen (Linyphiidae). De soort komt voor in Venezuela.